# Triphyllozoon sinicum
Triphyllozoon sinicum är en mossdjursart som beskrevs av Liu och Li 1987. Triphyllozoon sinicum ingår i släktet Triphyllozoon och familjen Phidoloporidae. Inga underarter finns listade i Catalogue of Life.